# Пам'ятки архітектури Віньковецького району
У Віньковецькому районі Хмельницької області згідно з даними управління культури, туризму і курортів Хмельницької облдержадміністрації перебуває 3 пам'ятки архітектури.
| № пп | Місцезнаходження | Найменування                      | Рік встановлення       |
| ---- | ---------------- | --------------------------------- | ---------------------- |
| 1678 | с. Говори        | Палац з госпо дарськими будинками | початок XIX ст.        |
| 1679 | с. Зіньків       | Костьол                           | 1450 р.                |
| 1680 | -»-              | Садибний будинок                  | перша половина XIX ст. |